# Universidad Católica de Pernambuco
La Universidad Católica de Pernambuco (UNICAP) es una Institución de enseñanza superior creada a 27 de septiembre de 1951 y reconocida por el Gobierno Federal a través del Decreto 30.417 de 18 de enero de 1952. Su origen remonta a la primera Escuela Superior Católica de la región, la Facultad de Filosofía, Ciencias y Letras Manuel da Nóbrega, fundada en 1943, por la Provincia de los Jesuitas del Nordeste. 
La institución oferta, actualmente, 36 cursos de licenciatura y grado, siendo Derecho el grado con más alumnos matriculados y el de Ciencias Económicas el grado más antiguo (1943).

## Historia
La Universidad Católica de Pernambuco surgió de la Facultad de Filosofía, Ciencias y Letras Manuel da Nóbrega, fundada en 1943, por la Provincia de los Jesuitas del Nordeste. Constituye el mayor complejo educativo de la orden de los Jesuitas en Brasil. Tiene aproximadamente 15.000 estudiantes. 

### Presidencia de la FIUC
La Federación Internacional de las Universidades Católicas (FIUC) eligió el 27 de julio de 2012, último día de la 24ª Asamblea General de la FIUC — celebrada en São Bernardo do Campo (São Paulo) —, el rector de la Universidad Católica de Pernambuco (UNICAP), padre Pedro Rubens Ferreira Oliveira, como presidente de la FIUC para el trienio 2012-2014.
La FIUC está compuesta por cerca de 200 universidades e instituciones católicas de enseñanza superior de todo el mundo, que siguen las disposiciones de un secretariado permanente encargado de ejecutar las orientaciones y políticas, tal como establecido por la Asamblea General y los órganos administrativos. 
Reconocida por la Unesco (Organización de las Naciones Unidas), en el ámbito de la educación, ciencia y cultura, y por el papa Pio XII, la FIUC es de más antigua asociación de universidades católicas del mundo. Cada tres años, la Federación realiza una Asamblea General para debatir sobre los temas más importantes y elegir el cuerpo ejecutivo y administrativo. El último evento fue realizado en Brasil, entre los días 23 y 27 de julio de 2012, en la ciudad de São Paulo. La penúltima edición ocurrió en noviembre de 2009 en Roma (Italia). Es la tercera vez que la FIUC se celebra en Brasil (en 1960: en la PUC-RJ; y en 1978, en la PUC-RS).

### Complejo Universitario Jesuita
La Católica está compuesta por diez edificios en su campus de Buena Vista. Posee cerca de diez núcleos de prácticas jurídicas (NPJ) esparcidos por todo Grande Recife. Cuenta con la Unicap Jr. - empresa júnior de la universidad. Además de la Clínica-escuela de Psicología y Fonoaudiología y la Clínica de Fisioterapia y Terapia Ocupacional, que llegó a ser confudida como el MEC como clínica con estructura de hospital universitario, debido a los recursos de la clínica, referencia en el Norte/Nordeste.
La institución posee la mayor y más moderna biblioteca del Norte-Nordeste, la Biblioteca Céntrica Padre Aloísio Mosca de Carvalho SJ. Aún funciona en su campus universitario de la Soledade/Buena Vista, en el antiguo Colegio Nóbrega, el Liceu de Artes y Ofícios de Pernambuco, su escuela de aplicación que oferta Educación Básica y Profissional. 
Existe también un Museo de Arqueología, referencia en Pernambuco que tendrá una nueva sede en el Palacio de la Soledade, antigua sede del gobierno de la Confederación de Ecuador y que hoy compone el campus de la Unicap, abrigando el IPHAN y el Santuario de Nuestra Señora de Fátima.
La Universidad dispone de un edificio en la plaza de la República, en el barrio más importante de Recife. En el edificio funcionaba el Liceo de Artes y Oficios y debe pasar a ser un centro cultural.

### Reconocimiento nacional

#### Guía del Estudiante - Editora Abril
La Universidad tuvo diez de sus cursos listados entre los mejores del País, según lo Guía del Estudiante, de la Editora Abril en 2007. La Unicap recibió 33 estrellas de certificación de calidad. Un reconocimiento nacional por el trabajo de la institución en el ramo de enseñanza.
Concepto Muy Bueno – 5 estrellas
- Administración
- Periodismo
- Derecho
- Publicidad y Propaganda
- Fisioterapia
- Pedagogía
- Psicología
- Relaciones Públicas

Concepto Bueno – 4 estrellas
- Arquitectura y Urbanismo
- Fonoaudiologia
- Ciencias Contables
- Ingeniería Ambiental y Sanitaria
- Ciencias de la Computación
- Servicio Social
- Ciencias Económicas

#### Enseñanza e investigación
La institución tiene más de 220 proyectos de investigación realizados junto a la Facepe y al CNPQ. Uno de esos proyectos "Desarrollo sostenible del municipio del Río Hermoso (PE)" fue apuntado como uno de los cinco mejores en el premio Sustentabilidad (Editora Abril/Banco Real), siendo el único representante del Norte-Nordeste escogido entre los más de 300 trabajos inscritos de todo el País. Además, colabora en programas con las otras universidades pernambucanas.

#### Evaluación del Ministerio de la Educación (MEC)
En 2008 la universidad fue apuntada por el Ministerio de la Educación como la mejor universidad privada de Pernambuco. En una evaluación institucional, en una escala de 1 a 5, la Unicap recibió nota 4 y fue apuntada como una de las mejores universidades de Brasil, por el MEC.

#### JC Recall
La Católica es la mayor vencedora del premio JC Recall de Marcas - categoría Educación, conquistando por 7 años consecutivos el título de instituciones de superior más acordada por los pernambucanos. el premio es promovido por el Periódico del Commercio, el mayor periódico del Norte-Nordeste).

## Biblioteca Central
La Biblioteca Céntrica Padre Aloísio Mosca de Carvalho, SJ es un órgano suplementario de la Universidad Católica de Pernambuco, vinculada a la Proreitoria de Graduación y Extensión, tiene como objetivo básico de proporcionar soporte informacional a las actividades de enseñanza, investigación y extensión.
El acervo de la BC reúne 119.984 títulos, en un total de 269.549 ejemplares referentes a libros, tesis, dissertações; 3.837 títulos de Periódicos y 4.316 Materiales Especiales, siendo 3.536 cintas de vídeo y los demás materiales se distribuyen en CD-ROM, CD musicales, DVD, disquetes, diapositivas, ilustraciones y otros, 145 manuscritos, 22 títulos en braille y bases de datos en línea y en CD-rom, todos representados en el Sistema de Automatización.Con la implantación del Software Pergamum, el acervo puede ser consultado 24 horas, veía Internet. Esta entre las mayores bibliotecas de Brasil.
La Biblioteca posee, también, colecciones especiales como la producción docente de tesis y dissertações de la UNICAP, Colecciones Personales (Prof. Doctor Moura Roca, Nailton Santos, Pe. Nogueira Hacha, Pe. Aníbal, Monseñor Lóssio y otros), gradualmente recibiendo tratamiento técnico especializado.

## Cursos

### Liceo de Artes y Oficios de Pernambuco

#### Educación Básica
- Enseñanza Fundamental II
- Enseñanza Media

#### Enseñanza Técnica
- Técnico en Contabilidad
- Técnico en Administración
- Técnico en Dibujo Arquitetônico

### Grados

#### Cursos Tecnológicos
- Gestión de Turismo
- Gestión de Eventos
- Juegos Digitales
- Fotografía
- Gestión Portuaria
- Gestión Hospitalar

#### Centro de Ciencias Jurídicas
- Derecho

#### Centro de Ciencias Sociales
- Administración de Empresas
- Ciencias Contables
- Ciencias Económicas
- Periodismo
- Publicidad y Propaganda
- Relaciones Públicas
- Servicio Social
- Turismo

#### Centro de Ciencias Biológicas y Salud
- Ciencias Biológicas (Licenciatura)
- Ciencias Biológicas (Bacharelado)
- Enfermería
- Fisioterapia
- Fonoaudiologia
- Medicina
- Psicología
- Terapia Ocupacional

#### Centro de Ciencias y Tecnología
- Arquitectura y Urbanismo
- Ciencia de la Computación
- Ingeniería Ambiental
- Ingeniería Civil
- Ingeniería Química
- Física (Licenciatura)
- Matemática (Licenciatura)
- Sistema de Información - Énfasis en Telemática
- Química (Licenciatura)
- Química Industrial

#### Centro de Teología y Ciencias Humanas
- Filosofía (Licenciatura)
- Filosofía (Bacharelado)
- Historia (Licenciatura)
- Letras (Licenciatura - Lengua Portuguesa)
- Letras (Licenciatura - Lenguas Portuguesa y Española)
- Letras (Licenciatura - Lenguas Portuguesa e Inglesa)
- Pedagogía (Licenciatura)
- Teología (Bacharelado)

### Posgrado

#### Especialización
La UNICAP posee los siguientes cursos de especialización:
- - Arte y Educación
  - Audiologia
  - Arquitectura y Urbanismo Contemporáneos: Metodología y Técnicas de Análisis
  - Ciencia Política
  - Ciencias de la Religión
  - Comunicación Política
  - Derechos Humanos
  - Derecho Procesal Civil
  - Educación Especial
  - Educación Infantil
  - Enseñanza de Matemática
  - Ingeniería de Petróleo y Gas
  - Estudios Cinematográficos
  - Filosofía Contemporánea
  - Fisioterapia Intensiva
  - Fisioterapia Traumatológica y ortopédica
  - Fisioterapia Pediátrica
  - Gestión Educacional
  - Gestión de Programas y Proyectos Sociales
  - Historia de la Filosofía
  - Historia y Cultura Afro-brasileña
  - Historia y Periodismo
  - Historia del Nordeste de Brasil
  - Lenguaje
  - Lengua Portuguesa
  - Literatura Brasileña y Interculturalidade
  - Logística Estratégica
  - Logística Empresarial
  - Investigación y Análisis de Datos
  - Psicología en las Organizaciones
  - Red de Ordenadores
  - Relaciones Internacionales en la Era de la Globalización
  - Tecnología Assistiva
  - Administración Deportiva
  - Catequese
  - Ciencia Política: Teoría y Práctica en Brasil
  - Coordinación Pedagógica
  - Patrimonio Histórico: Preservación y Educación
  - Ciencias Criminales
  - Gestión de Proyectos de Tecnología
  - Gestión Estratégica de Personas
  - Sexualidade Humana
  - Servicio Social en el área de Salud
  - Salud Mental, Alcohol y Drogas: Prácticas y Saberes
  - Salud Pública en la Atención Básica

#### MBA
Los cursos MBA son realizados en el Espacio Ejecutivo, creado en 1994 por la Universidad Católica de Pernambuco, con el objetivo de ofertar cursos de polvos-graduação, "workshops" y seminarios de alto nivel, vueltos para el desarrollo profesional de técnicos, empresarios y ejecutivos del Estado.
El Espacio Ejecutivo es un ambiente proyectado para la realización de acciones de capacitación, reciclagem y actualización de profesionales. Compuesto de salas de clase climatizadas, equipadas con microcomputadores, cañones de proyección, televisores, lectores de mídias y retroprojetores. Dispone, también, de sala de teleconferência y auditorio.
- Finanzas y Auditoría
- Gestión de Negocios
- Planificación y Gestión de Eventos
- Gestión en Salud
- Inversión en Acciones y Mercado de Capitales
- Gestión de Cooperativas
- Planificación y Gestión Ambiental
- Derecho del Petróleo y Gas

#### Máster
- Ciencias del Lenguaje
- Ciencias de la Religión
- Derecho
- Desarrollo de Procesos Ambientales
- Ingeniería Civil
- Psicología Clínica

#### Doctorado
- Psicología Clínica
- Biotecnología - La Unicap es un campus avanzado de doctorado en Biotecnología, siendo una institución compañera del doutorado de la RENORBIO, junto la UFRPE.